# 5 de 9 sense folre
|  | Per a altres significats, vegeu «5 de 9 amb folre». |

El cinc de nou, també anomenat 5 de 9 net o 5 de 9 sense folre, és un castell de gamma extra mai realitzat, intentat ni assajat, de 9 pisos d'alçada i 5 persones per pis. La dificultat d'aquest castell rau en el fet que és una estructura que es realitzaria sense el reforç del folre, situat al pis de segons. Segons la taula de puntuacions del concurs de castells de Tarragona, aquesta estructura és considerada com el castell més difícil possible juntament amb el 4 de 10 amb folre i el 3 de 10 amb folre.
Amb un pis menys, el 5 de 8 és un castell realitzat per 12 colles de tot el món casteller, mentre que el 5 de 9 amb folre, considerat de gamma extra, ha estat descarregat pels Minyons de Terrassa, Castellers de Vilafranca, Colla Vella dels Xiquets de Valls, la Colla Joves dels Xiquets de Valls, la Colla Jove Xiquets de Tarragona i els Castellers de Sants. Cap d'elles ha intentat ni assajat el castell sense folre.